# Sự sống (phim truyền hình)
Sự sống (tiếng Hàn: 라이프; Romaja: Raipeu) là một bộ phim truyền hình Hàn Quốc được chắp bút bởi biên kịch Lee Soo-yeon và đạo diễn Hong Jong-chan, cùng với sự tham gia của các diễn viên Lee Dong-wook, Cho Seung-woo, Won Jin-ah, Yoo Jae-myung và Moon So-ri. Bộ phim đã được phát sóng vào thứ Hai và thứ Ba hàng tuần trên JTBC vào lúc 23:00 KST, từ ngày 23 tháng 7 năm 2018 đến ngày 11 tháng 9 năm 2018. Đồng thời, bộ phim cũng được phát sóng song song trên dịch vụ xem phim Netflix cùng với phụ đề.

## Tóm tắt nội dung
Một cuộc đấu tranh quyền lực xảy ra tại bệnh viện. Ye Jin-woo (Lee Dong-wook) là bác sĩ tại trung tâm y tế khẩn cấp tại Bệnh viện Đại học Sangkook. Anh có một trái tim ấm áp và đáng tin cậy. Goo Seung-hyo (Cho Seung-woo) là giám đốc của Bệnh viện Đại học Sangkook. Goo Seung-hyo rất lạnh lùng và đầy tham vọng.

## Dàn diễn viên

### Diễn viên chính
- Lee Dong-wook vai Ye Jin-woo

Bác sĩ khoa cấp cứu.
- Cho Seung-woo vai Goo Seung-hyo

Giám đốc bệnh viện.
- Won Jin-ah vai Lee No-eul

Một chuyên gia nhi khoa điều trị tại bệnh nhân với một trái tim ấm áp.
- Yoo Jae-myung vai Joo Kyung-moon

Trưởng khoa Phẫu thuật lồng ngực và tim mạch. Anh đụng độ với Goo Seung-hyo do sự khác biệt trong cách làm việc của họ.
- Moon So-ri vai Oh Se-hwa

Trưởng khoa nữ đầu tiên của khoa ngoại thần kinh.

### Diễn viên phụ
- Moon Sung-keun vai Kim Tae-sang

Bác sĩ cảm thấy mệt mỏi với tình hình hiện tại và quyết tâm tiếp quản bệnh viện này.
- Lee Kyu-hyung vai Ye Seon-woo

Thẩm phán của Ủy ban bảo hiểm y tế Đánh giá, và chuyên viên chỉnh hình. Em trai của Ye Jin-woo.
- Chun Ho-jin vai Lee Bo-hoon

Một bác sĩ được biết đến là một người có đạo đức tốt, có lòng trung thành và nhân cách tốt.
- Yeom Hye-ran vai Kang Kyung-ah

Quản lý tại Đại học Bệnh viện Sangkook.
- Kim Won-hae vai Lee Dong-soo

Trưởng trung tâm y tế khẩn cấp.
- Tae In-ho vai Sunwoo Chang

Điều phối viên của trung tâm cấy ghép.
- Um Hyo-sup vai Lee Sang-yeop

Trưởng trung tâm điều trị ung thư.
- Choi Gwang-il vai Jang Min-ki

Trưởng trung tâm cấy ghép.
- Lee Sang-hee vai Kim Eun-ha

Y tá tại Khoa ER.
- Son Min-ji vai Ahn Hyun-i

Thực tập tại Khoa ER.
- Han Min vai Park Jae-hyuk

Bệnh nhân tại khoa cấp cứu.
- Jung Hee-tae vai Seo Ji-yong

Trưởng khoa khoa mắt.
- Lee Hyun-kyun vai Ye Seon-woo

Nhân viên tái cơ cấu của Bệnh viện Đại học Sangkook.
- Kim Do-hyun vai Kang Yoon-mo

Trưởng khoa của khoa phẫu thuật thẩm mỹ.
- Park Ji-yeon vai Lee So-jung

Trưởng phòng cấp cứu.
- Woo Mi-hwa vai Kim Jung-hee

Trưởng khoa phụ khoa.

### Mở rộng
- Yoo In-soo[22]
- Park Ji-yeon[23]

## Sản xuất
Buổi đọc kịch bản đầu tiên được tổ chức vào ngày 29 tháng 3 năm 2018 tại tòa nhà JTBC ở Sangam, Seoul, Hàn Quốc.

## Nhạc phim (OST)

### OST Phần 1
| Được phát hành vào ngày 23 tháng 7 năm 2018 | Được phát hành vào ngày 23 tháng 7 năm 2018 | Được phát hành vào ngày 23 tháng 7 năm 2018 | Được phát hành vào ngày 23 tháng 7 năm 2018 | Được phát hành vào ngày 23 tháng 7 năm 2018 | Được phát hành vào ngày 23 tháng 7 năm 2018 |
| STT                                         | Nhan đề                                     | Phổ lời                                     | Phổ nhạc                                    | Nghệ sĩ thể hiện                            | Thời lượng                                  |
| ------------------------------------------- | ------------------------------------------- | ------------------------------------------- | ------------------------------------------- | ------------------------------------------- | ------------------------------------------- |
| 1.                                          | "Home"                                      | Brand Newjiq                                | Han Kwan-hee Song Young-min Park Sang-joon  | Ha Dong-kyun                                | 3:46                                        |
| Tổng thời lượng:                            | Tổng thời lượng:                            | Tổng thời lượng:                            | Tổng thời lượng:                            | Tổng thời lượng:                            | 3:46                                        |

### OST Phần 2
| Được phát hành vào ngày 6 tháng 8 năm 2018 | Được phát hành vào ngày 6 tháng 8 năm 2018 | Được phát hành vào ngày 6 tháng 8 năm 2018 | Được phát hành vào ngày 6 tháng 8 năm 2018 | Được phát hành vào ngày 6 tháng 8 năm 2018 | Được phát hành vào ngày 6 tháng 8 năm 2018 |
| STT                                        | Nhan đề                                    | Phổ lời                                    | Phổ nhạc                                   | Nghệ sĩ thể hiện                           | Thời lượng                                 |
| ------------------------------------------ | ------------------------------------------ | ------------------------------------------ | ------------------------------------------ | ------------------------------------------ | ------------------------------------------ |
| 1.                                         | "Close Your Eyes"                          | Jeong Jun-ho March Kim Ah-reum             | Somebody's Tale                            | Sojin (Girl's Day)                         | 3:32                                       |
| Tổng thời lượng:                           | Tổng thời lượng:                           | Tổng thời lượng:                           | Tổng thời lượng:                           | Tổng thời lượng:                           | 3:32                                       |

### OST Phần 3
| Được phát hành vào ngày 20 tháng 8 năm 2018 | Được phát hành vào ngày 20 tháng 8 năm 2018 | Được phát hành vào ngày 20 tháng 8 năm 2018 | Được phát hành vào ngày 20 tháng 8 năm 2018 | Được phát hành vào ngày 20 tháng 8 năm 2018 | Được phát hành vào ngày 20 tháng 8 năm 2018 |
| STT                                         | Nhan đề                                     | Phổ lời                                     | Phổ nhạc                                    | Nghệ sĩ thể hiện                            | Thời lượng                                  |
| ------------------------------------------- | ------------------------------------------- | ------------------------------------------- | ------------------------------------------- | ------------------------------------------- | ------------------------------------------- |
| 1.                                          | "Silence"                                   | The Name Choi Sung-il Min Yeon-jae          | The Name Choi Sung-il                       | Soyou                                       | 3:31                                        |
| Tổng thời lượng:                            | Tổng thời lượng:                            | Tổng thời lượng:                            | Tổng thời lượng:                            | Tổng thời lượng:                            | 3:31                                        |

### OST Phần 4
| Được phát hành vào ngày 27 tháng 8 năm 2018 | Được phát hành vào ngày 27 tháng 8 năm 2018 | Được phát hành vào ngày 27 tháng 8 năm 2018 | Được phát hành vào ngày 27 tháng 8 năm 2018 |
| STT                                         | Nhan đề                                     | Nghệ sĩ thể hiện                            | Thời lượng                                  |
| ------------------------------------------- | ------------------------------------------- | ------------------------------------------- | ------------------------------------------- |
| 1.                                          | "Going Home (귀가)"                         | Jeon Woo-sung (Noel)                        | 3:51                                        |
| Tổng thời lượng:                            | Tổng thời lượng:                            | Tổng thời lượng:                            | 3:51                                        |

### OST Phần 5
| Được phát hành vào ngày 3 tháng 9 năm 2018 | Được phát hành vào ngày 3 tháng 9 năm 2018 | Được phát hành vào ngày 3 tháng 9 năm 2018 | Được phát hành vào ngày 3 tháng 9 năm 2018 |
| STT                                        | Nhan đề                                    | Nghệ sĩ thể hiện                           | Thời lượng                                 |
| ------------------------------------------ | ------------------------------------------ | ------------------------------------------ | ------------------------------------------ |
| 1.                                         | "Bye"                                      | ZUWAN                                      | 3:17                                       |
| Tổng thời lượng:                           | Tổng thời lượng:                           | Tổng thời lượng:                           | 3:17                                       |

## Tỷ suất lượt xem
Trong bảng này, Số màu xanh tỷ suất thấp nhất and số màu đỏ tỷ suất cao nhất.
| Tập        | Ngày phát sóng        | Tỷ lệ khán giả trung bình | Tỷ lệ khán giả trung bình |
| Tập        | Ngày phát sóng        | AGB Nielsen               | AGB Nielsen               |
| Tập        | Ngày phát sóng        | Toàn quốc                 | Seoul                     |
| ---------- | --------------------- | ------------------------- | ------------------------- |
| 1          | 23/07/2018            | 4.334%                    | 5.232%                    |
| 2          | 24/07/2018            | 4.971%                    | 5.631%                    |
| 3          | 30/07/2018            | 4.601%                    | 5.308%                    |
| 4          | 31/07/2018            | 4.493%                    | 4.906%                    |
| 5          | 06/08/2018            | 4.328%                    | 5.158%                    |
| 6          | 07/08/2018            | 4.466%                    | 5.460%                    |
| 7          | 13/08/2018            | 4.116%                    | 4.906%                    |
| 8          | 14/08/2018            | 4.591%                    | 5.509%                    |
| 9          | 20/08/2018            | 4.538%                    | 5.728%                    |
| 10         | 21/08/2018            | 5.150%                    | 6.353%                    |
| 11         | 27/08/2018            | 4.532%                    | 5.586%                    |
| 12         | 28/08/2018            | 5.310%                    | 6.483%                    |
| 13         | 03/09/2018            | 4.920%                    | 5.894%                    |
| 14         | 04/09/2018            | 5.093%                    | 6.403%                    |
| 15         | 10/09/2018            | 4.751%                    | 5.759%                    |
| 16         | 11/09/2018            | 5.561%                    | 6.795%                    |
| Trung bình | Trung bình            | 4.735%                    | 5.694%                    |
| Đặc biệt   | Sinh mệnh: Sự bắt đầu | 1.525%                    | 1.7%                      |

- Bộ phim này chiếu trên kênh truyền hình cáp/truyền hình trả tiền nên thường có lượng người xem tương đối nhỏ so với các kênh truyền hình miễn phí/đài phát sóng công cộng (KBS, SBS, MBC và EBS).